# Джемеллі
Джемеллі (італ. Gemelli — близнюки) — різновид пасти. Найчастіше використовується для приготування запіканок або салатів з пасти.
Це не подвійні трубки, скручені одна навколо одної, як це може здатися, а скоріше одна s -подібна нитка, закручена в спіраль. Смужки склеєні разом, утворюючи єдиний шматок тіста, схожий на фузіллі.

## Дивіться також
- Різновиди пасти
- Фузілі